# Kishangarh
Kishangarh (Hindi: किशानगढ़, Kiśāngaṛh) ist eine Stadt (Municipal Council) im indischen Bundesstaat Rajasthan.
Sie liegt im Distrikt Ajmer und hatte beim Zensus 2011 etwa 155.000 Einwohner. Die Stadt liegt 100 km westlich der Metropole Jaipur sowie 25 km nordöstlich der Distrikthauptstadt Ajmer an der nationalen Fernstraße NH 8 (Ajmer–Jaipur).
Kishangarh war die Hauptstadt des Fürstenstaates Kishangarh.